# Да ли ме чујете?
Да ли ме чујете? (енгл. No One Is Too Small to Make a Difference) је књига климатске активисткиње Грете Тунберг (енгл. Greta Tintin Eleonora Ernman Tunberg). Првобитно је објављена 30. маја 2019. Састоји се од збирке од једанаест говора које је написала и представила о глобалном загревању и климатској кризи. Књигу је на српском језику објавила издавачка кућа Мали врт из Београда 2020. године у преводу Наташе Пејић.

## Историја
Грета Тунберг је презентовала говоре испред Уједињених нација, Европске уније, Светског економског форума и током демонстрација и протеста. Један од њених најпознатијих говора који се појављује у књизи је „Наша кућа гори“ .
Прво издање објављено је 30. маја 2019. Проширено издање објављено је 21. новембра 2019. са пет нових говора.
Грета Тунберг је у новембру 2019, проглашена за аутора године од стране Waterstones-а за Нико није превише мали да би направио разлику.

## Говори
1. Наши животи су у вашим рукама
 (Климатски март, Стокхолм, 8. септембар 2018.)
2. Скоро све је црно-бело
(Декларација побуне, побуна против изумирања, Парламент трг, Лондон, 31. октобар 2018.)
3. Непопуларно
(Конференција Уједињених нација о климатским променама, Катовице, Пољска, 15. децембар 2018.)
4. Докажи да грешим
(Светски економски форум, Давос, 22. јануар 2019.)
5. Наша кућа гори
 (Светски економски форум, Давос, 25. јануар 2019.)
6. Премлад сам за ово
(Фацебок, Стокхолм, 2. фебруар 2019.)
7. Понашате се као размажена, неодговорна деца
(Европски економски и социјални комитет, Брисел, 21. фебруар 2019.)
8. Чудан свет
(Златна камера филмске и ТВ награде, Берлин, 30. март 2019.)
9. Cathedral Thinking
 (Европски парламент, Стразбур, 16. април 2019.)
10. Заједно правимо разлику
(Рели побуне против изумирања, Marble Arch, Лондон, 23. април 2019.)
11. Да ли ме чујеш?
 (Дом парламента, Лондон, 23. април 2019.)

### Додато у проширено издање новембра 2019
1. Најлакше решење је пред вама
 (Аустријски светски самит, Беч, 28. мај 2019.)
2. Не можете једноставно да измислите сопствене чињенице 
(Француска национална скупштина, Париз, 23. јул 2019.)
3. Где год да одем, чини ми се да сам окружен бајкама
(Конгрес Сједињених Држава, Вашингтон, 18. септембар 2019.)
4. Свет се буди
 (Генерална скупштина Уједињених нација, Њујорк, 23. септембар 2019.)
5. Ми смо промена и промена долази
(Недеља за будућност, климатски штрајк, Монтреал, 27. септембар 2019.)

## Још видети
- Грета Тунберг